# Rob Minkoff
Robert R. Minkoff, detto Rob (Palo Alto, 11 agosto 1962), è un regista statunitense.

## Biografia
Minkoff è nato a Palo Alto, in California. Nei primi anni ottanta ha studiato al California Institute of the Arts e ottenuto il diploma ha lavorato per conto della Walt Disney Pictures, dirigendo i cortometraggi Una grossa indigestione (1989) e Roger Rabbit sulle montagne russe (1990) ispirati al film Chi ha incastrato Roger Rabbit, inoltre ha scritto una canzone per la colonna sonora di Oliver & Company. Il punto più alto della sua carriera è stata la regia del film campione d'incassi Il re leone, pubblicato nel 1994.
Dopo le esperienze nel mondo dell'animazione è passato alla direzione di film live action, spesso con l'ausilio della computer grafica, dirigendo Stuart Little - Un topolino in gamba e il relativo sequel.
Nel 2013 entra alla Dreamworks Animation dirigendo il film Mr. Peabody e Sherman, che esce nelle sale cinematografiche nel 2014.
Dal 2007 è sposato con Crystal Kung.

## Filmografia
- Una grossa indigestione (Tummy Trouble) – cortometraggio (1989)
- Roger Rabbit sulle montagne russe (Rollercoaster Rabbit) – cortometraggio (1990)
- Il re leone (The Lion King) (1994)
- Stuart Little - Un topolino in gamba (Stuart Little) (1999)
- Stuart Little 2 (2002)
- La casa dei fantasmi (The Haunted Mansion) (2003)
- Il regno proibito (The Forbidden Kingdom) (2008)
- Le regole della truffa (Flypaper) (2011)
- Mr. Peabody e Sherman  (Mr. Peabody & Sherman) (2014)
- Paws of Fury - La leggenda di Hank (Paws of Fury: The Legend of Hank) (2022)